# Querelle Percy-Neville
La querelle Percy-Neville est une série d'escarmouches, de raids et de vandalisme entre deux grandes familles de la noblesse anglaise, la famille Percy et la famille Neville. Ces deux familles se disputent la maîtrise du Nord de l'Angleterre, où elles ont toutes deux des domaines et des fonctions importants. Elles luttent également pour capter le soutien et la faveur royale. Cette querelle fait écho au conflit qui se développe au sommet de l'État entre le duc d'York et le duc de Somerset et est entre autres une des causes de la guerre des Deux-Roses. 
La période de conflit entre les deux familles a principalement lieu pendant les années 1450. Si les deux familles changent d'allégeance chacune plusieurs fois au cours de la guerre, les Neville finissent par perdre toute leur influence à la cour à la mort de la reine Anne Neville, influence déjà considérablement amoindrie à la mort de Richard Neville, comte de Warwick, le « faiseur de rois ». La famille Percy reste seule maîtresse du Nord.

## Causes
La famille Percy était un soutien du roi Richard II, ayant notamment la garde des Marches écossaises. Cependant, lorsque Richard crée Ralph Neville comte de Westmorland en 1397, Henry Percy, 1er comte de Northumberland, s'inquiète des ambitions de Neville, son cousin germain (la mère de Neville est la sœur du père d'Henry Percy), dont le nouveau comté pourrait menacer ses territoires du nord de l'Angleterre. Northumberland soutient alors la rébellion d'Henri Bolingbroke en 1399, qui force Richard à abdiquer et est proclamé roi d'Angleterre sous le nom d'Henri IV.
Henri IV nomme ensuite Percy connétable et roi de l'île de Man. Mais il accorde aussi de nombreuses faveurs à Neville, qui a épousé Jeanne Beaufort, demi-sœur d'Henri, et a lui-aussi soutenu l'usurpation de ce dernier : Comte-maréchal à vie, il fait aussi partie du Conseil du roi.
Northumberland et son fils Harry Hotspur, mécontents de l'incapacité du roi à mettre fin pacifiquement au soulèvement d'Owain Glyndwr, se rebellent contre le roi en 1403. Hotspur, qui avait été au départ chargé de mater la rébellion, est tué par les troupes royales à la bataille de Shrewsbury, tandis que Northumberland s'enfuit en Écosse. Il tente deux autres rébellions avant d'être tué à la bataille de Bramham Moor en 1408. 
En 1413, Henry Percy, fils d'Hotspur, est pardonné par le nouveau roi Henri V. Il retrouve son titre de comte de Northumberland et la garde des Marches écossaises de l'Est en 1416. Or, les Percy possédaient également avant leurs rébellions la garde des Marches écossaises de l'Ouest. Ces Marches de l'Ouest avaient cependant été données à Ralph Neville en 1405 par Henri IV pour sa fidélité. Le Nord est donc désormais partagé entre les deux familles, là où auparavant seuls les Percy dominaient.
Henri V et son successeur Henri VI tentent de maintenir une certaine concorde entre les Percy et les Neville. Lors de la minorité d'Henri VI, le régent Humphrey de Lancastre charge Northumberland et Richard Neville, 5e comte de Salisbury, de défendre la frontière face aux incursions écossaises. Northumberland et Salisbury renoncent à leurs postes de gardiens des Marches respectivement en 1434 et 1435, car le roi ne les aide pas assez financièrement et matériellement. Ce manque de coordination conduit à la défaite des Anglais lors d'un raid écossais à Piperdean en 1436. Northumberland retrouve sa position de gardien des Marches de l'Est en 1440. Les relations entre Percy et Neville sont à ce moment-là globalement pacifiques.
Les relations entre les Neville et les Percy s'enveniment en 1448 lors de la bataille de Sark. L'armée anglaise menée par Northumberland est défaite par les troupes écossaises. Lord Poynings, fils aîné de Northumberland, est capturé. Salisbury perd dans la bataille 2 000 chevaux et est exclu des négociations de paix avec les Écossais. Les Percy, qui commandaient en chef, sont considérés comme responsables de la défaite ; la famille Neville se voit accorder quelque temps la faveur de la Cour et profite de l'affaiblissement de ses rivaux.

## Affrontements

### L'implication du duc d'York
Les relations entre Salisbury et Northumberland tournent à l'affrontement national car Salisbury trouve un allié en la personne de son beau-frère Richard d'York, le cousin du roi, exilé en Irlande depuis 1447. York conteste la politique du roi Henri VI, qui est contrôlé par le duc de Somerset Edmond Beaufort. De plus, il est l'héritier direct de Richard II, et conteste l'usurpation d'Henri IV.
À deux reprises, en 1450 et en 1452, York tente d'écarter Somerset du pouvoir mais la reine Marguerite d'Anjou et Northumberland interviennent pour le défendre. York se rebelle mais doit finalement se soumettre au roi. Il doit jurer de ne plus reprendre les armes contre la Couronne et Somerset.

### Le protectorat du duc d'York
Les premières manifestations de la maladie mentale du roi Henri VI se produisent durant l'été 1453.
Le cardinal John Kemp, Lord grand chancelier, meurt le 22 mars 1454, ce qui laisse le poste de chef du Conseil royal vacant.
Cette situation pousse Richard d'York, avec l'aide des comtes de Salisbury et de Warwick (fils de Salisbury), à écarter du pouvoir la reine et à se proclamer Lord Protecteur du royaume le 27 mars 1454. Somerset est emprisonné à la Tour de Londres et York fait entrer au Conseil du roi ses alliés.

### L'accélération des combats
Entretemps, le 24 août 1453, une escarmouche a éclaté entre Salisbury et Northumberland à Heworth, près d'York. Salisbury, qui revenait du mariage de son fils Thomas avec l'héritière de Ralph de Cromwell, est attaqué par 1 000 soldats commandés par Northumberland. Northumberland était en effet inquiet de cette alliance qui améliorait considérablement la position des Neville dans le Nord. Salisbury et ses alliés parviennent néanmoins à s'en sortir indemnes et font fuir leurs ennemis. 
Les Neville et les Percy rassemblent des soutiens dans leurs châteaux respectifs de Topcliffe et Sand Hutton, dans le Yorkshire du Nord, le 20 octobre 1453. L'affrontement entre les deux camps est imminent mais est évité de justesse. Les tensions s'aggravent cependant à la Noël 1453.
La maison de Salisbury à York est mise à sac par Northumberland le 6 mai 1454. Northumberland est convoqué par le Conseil du duc d'York le 12 juin 1454. Salisbury, avec le soutien du duc d'York, réagit et défait le 31 octobre suivant Northumberland à Stamford Bridge. Il capture deux des fils de Northumberland,,.

### Vers la guerre civile
Le retour du roi à ses sens à la Noël 1454 contrarie les ambitions du duc d'York qui est écarté de la cour en février 1455 par la reine Marguerite d'Anjou. Cette dernière noue des alliances contre York et conspire avec d'autres nobles pour réduire son influence. Elle forme ainsi le clan des Lancastriens.
York et Salisbury sont persuadés que Somerset a convaincu le roi de les éliminer. Pour reprendre le pouvoir, ils doivent contrôler la personne du roi et éliminer Somerset. La solution évidente est un coup de force armé. Étant donné l'incompétence militaire notoire de Somerset, une petite force est jugée suffisante pour tendre une embuscade au convoi royal en route pour Leicester. Ce plan est particulièrement séduisant pour Salisbury, car son ennemi juré, Northumberland, figure dans l'escorte royale.
York, assisté par Salisbury et Warwick, bat les troupes royales lors de la bataille de St Albans le 22 mai 1455. Somerset et Northumberland sont tués, ce qui satisfait en grande partie York et Salisbury. Les troupes yorkistes découvrent le roi Henri VI abandonné par son escorte. Il vient de subir une seconde crise de folie. La Guerre des Deux-Roses vient de commencer ; les Yorkistes sont pour l'instant maîtres de l'heure.

## Suites

### Succès des Neville
Même si les Percy sont considérablement affaiblis par leur défaite à St Albans, ils restent néanmoins influents à la Cour. Le roi retrouve à nouveau ses sens en février 1456 ; en conséquence, le second protectorat du duc d'York prend fin. La reine Marguerite d'Anjou noue des alliances avec les ennemis de York et Salisbury, à savoir Lord Poynings, devenu 3e comte de Northumberland, et Henri Beaufort, devenu duc de Somerset.
Les hostilités entre Yorkistes et Lancastriens reprennent en 1459. Après l'Acte d'Accord en octobre 1460 par lequel le roi est forcé de reconnaître York comme son héritier, Northumberland et Somerset sont les artisans de la victoire de la reine à Wakefield le 30 décembre 1460 lors de laquelle York et Salisbury sont tués.
Warwick parvient à rejoindre Londres avec Édouard, le fils aîné du duc d'York, et le fait proclamer roi sous le nom d'Édouard IV le 4 mars 1461. Édouard IV et Warwick anéantissent la résistance lancastrienne lors de la bataille de Towton quelques semaines plus tard : Poynings est tué et Henri Beaufort s'enfuit avec le roi et la reine en Écosse. La résistance des partisans des Percy se poursuit dans le Nord jusqu'à la bataille de Hexham en 1464 lorsque John Neville, frère de Warwick, défait une armée commandée par Henri Beaufort et comportant de nombreux partisans des Percy ; Beaufort est exécuté à la fin de cette bataille.
Le titre de comte de Northumberland est confisqué lors du premier Parlement d'Édouard IV en novembre 1461. Henry Percy, le jeune héritier du comté de Northumberland, est emprisonné à la Prison de la Fleet puis à la Tour de Londres en 1464. En 1465, Édouard IV récompense John Neville pour ses victoires à Hedgeley Moor et Hexham l'année précédente, en le créant comte de Northumberland. Les Neville sont alors maîtres du Nord de l'Angleterre. De plus, les deux filles de Warwick, Isabelle et Anne, sont promises aux deux frères d'Édouard IV, George et Richard.

### Le retour en grâce des Percy
Cependant, inquiet de la puissance de Warwick et de ses alliés à la suite de la rébellion de ces derniers lors de la bataille d'Edgecote Moor, Édouard fait libérer Percy le 27 octobre 1469. Le 27 mars 1470, il lui permet de réclamer le titre de comte de Northumberland après qu'il lui ait juré fidélité, afin de contrebalancer la puissance des Neville dans le Nord. John Neville, qui n'avait pourtant pas participé à la rébellion de son frère Warwick, est relégué au titre inférieur de marquis Montagu. 
Le mariage d'Édouard IV avec Élisabeth Woodville a fait baisser à la cour le crédit des Neville, au profit de la famille Woodville. Warwick et son gendre George, frère d'Édouard, tentent de renverser Édouard, en juillet 1469 puis en mars 1470. En septembre 1470, lorsque Warwick débarque à Dartmouth pour restaurer les Lancastre sur le trône, John Neville rallie son frère. Warwick fait épouser sa fille au prince Édouard de Westminster, l'héritier d'Henri VI. Cette défection conduit Édouard IV à s'enfuir aux Pays-Bas bourguignons. Henri VI est restauré mais les proches du roi, qui se méfient de l'alliance récente avec les Neville, arrivent à le persuader de laisser à Percy le titre de comte de Northumberland. 
En mars 1471, lorsqu'Édouard IV débarque à Ravenspurn pour reprendre son trône, il traverse les terres de Percy qui, lui étant redevable pour ses titres, le laisse rejoindre York sans l'intercepter. Montagu échoue quant à lui à stopper Édouard qui s'empare de Londres et défait l'armée lancastrienne à Barnet le 14 avril. Lors de cette bataille, Warwick et Montagu sont tués. À la bataille de Tewkesbury, Édouard IV met fin aux ambitions des Lancastre directs (le prince Édouard est tué après la bataille ; Henri VI meurt soudainement peu après) et de la branche des Beaufort, comtes de Somerset (Edmond et son frère Jean sont également tués à Tewkesbury).
Percy redevient le maître incontesté du Nord et retrouve entièrement ses titres en 1473. Il sert fidèlement la Maison d'York, y compris Richard III (qui a épousé Anne Neville) jusqu'à la bataille de Bosworth en 1485, qui voit la mort du dernier roi yorkiste. Les derniers membres de la famille Neville n'ont désormais plus aucune influence à la Cour.